# Ludwig von Welser

Ludwig von Welser

Ludwig von Welser (* 6. Mai 1841 in Eichstätt; † 26. Dezember 1931 in Neunhof (Lauf an der Pegnitz)) war ein bayerischer Freiherr und Staatsbeamter im höheren Dienst.

## Biografie
Ludwig von Welser entstammte der Ulmer Linie des alten Patriziergeschlechts Welser und war der Sohn des Appellationsgerichtsdirektors Freiherr Johann Michael von Welser (1808–1875) sowie dessen Gattin Cölestine von Leonrod (1820–1877).
Er studierte von 1859 bis 1863 Rechtswissenschaften an den Universitäten in Erlangen, Heidelberg, Berlin und Leipzig. Während seines Studiums wurde er in Erlangen im Winter-Semester 1859/60 Mitglied der Burschenschaft der Bubenreuther, im Winter-Semester 1862/63 deren Sprecher. Er wurde am 28. Februar 1873 Bezirksamtsassessor in Bad Reichenhall. 1881 avancierte der Freiherr zum Bezirksamtmann in Nürnberg, 1884 zum Regierungsrat bei der Regierung von Unterfranken in Würzburg. 1885 wechselte Welser in gleicher Stellung ins bayerische Innenministerium. Unter Beförderung zum Oberregierungsrat berief man ihn 1890 zum Polizeidirektor in München.
1897 ernannte Prinzregent Luitpold von Bayern den Freiherrn zum Regierungspräsidenten der Rheinpfalz (Speyer), in welchem Amt er bis 1902 blieb. In jenem Jahr wechselte er als Regierungspräsident nach Mittelfranken (Ansbach); 1909 ging Welser in Pension. Wegen seiner Verdienste um die Gründung und den Neubau des Historischen Museums der Pfalz zeichnete ihn die Stadt Speyer 1909 mit ihrer Ehrenbürgerwürde aus, überdies gehörte er dem Historischen Verein der Pfalz als Ehrenmitglied an. In seiner Ansbacher Zeit engagierte sich Freiherr von Welser als Mitbegründer und erster Vorsitzender (1905–1912) der Gesellschaft für Fränkische Geschichte; schon seit 1867 war er Mitglied im Pegnesischen Blumenorden.
Ludwig von Welser starb am 2. Weihnachtsfeiertag 1931 in Neunhof bei Lauf an der Pegnitz, dem Stammsitz seiner Familie. Er war nacheinander verheiratet mit den beiden Schwestern Charlotte Haller von Hallerstein (1844–1873) und Johanna Haller von Hallerstein (1847–1923). Aus der ersten Ehe entstammte der später als Staatssekretär tätige Sohn Johann Michael Freiherr von Welser (1869–1943).
Schon Welsers Vater Johann Michael befasste sich intensiv mit der eigenen Familiengeschichte. Seine Forschungen wurden durch Ludwig von Welser fortgesetzt und 1917 in zwei Bänden publiziert.

## Ehrungen
- 1899: Ehrenbürger von Neunhof
- 1899: Titel Exzellenz
- 1906: Ehrendoktor (Dr. phil. h. c.) der Universität Erlangen
- 1909: Ehrenbürger von Speyer
- 1909: Benennung eines Abschnitts der Ringstraße im Nordosten Nürnbergs in Welserstraße

## Veröffentlichungen
- Zur Geschichte des Nürnberger Handels. Würzburg 1912.
- Neunhof. Bamberg 1928.